# بیمارستان ولی عصر (اراک)
بیمارستان ولی عصر یکی از قدیمی‌ترین بیمارستان‌های شهر اراک است که علاوه بر ارائه خدمات در سطح استان مرکزی، برخی نیازهای درمانی استان‌های همجوار را نیز پوشش می‌دهد.
به دلیل قرارگیری استان مرکزی در شاهراه مواصلاتی شمال به جنوب کشور تعداد مراجعین از استان‌های جنوبی کشور به این بیمارستان بیش از حد معمول بوده، به صورتی که روند خدمات دهی به مراجعین گاهی با مشکل مواجه می‌شود.

## تاریخچه
این بیمارستان در سال ۱۳۲۹ تأسیس و در سال ۱۳۳۳ در زمینی وفقی توسط افراد خیر به بهره برداری رسید. نام قدیم این بیمارستان ابتدا بیمارستان پهلوی بود تا اینکه پس از پیروزی انقلاب به نام بیمارستان مصدق شهرت یافت و بعد از آن بیمارستان ولی عصر نامگذاری شد. در دهه ۶۰ با تأسیس دانشگاه علوم پزشکی اراک این بیمارستان به مرکز آموزشی-درمانی تبدیل گردید.

## بخش‌ها
بخش‌های این بیمارستان به شرح زیر هستند:
- بخش مغر و اعصاب
- بخش ارتوپدی
- بخش اورژانس
- بخش بستری اورژانس
- بخش جراحی
- بخش دیالیز
- بخش نرولوژی
- بخش عفونی
- بخش سوانح و سوختگی
- بخش ICU
- بخش اتاق عمل

## نوسازی
با توجه به فرسودگی بیمارستان هیئت دولت در سال ۱۳۸۵ و در سفر سوم خود طی مصوبه‌ای ساخت بیمارستان جدید ولی عصر را در فضایی معادل ۴۵ هزار مترمربع و در ۱۳ طبقه احداث می‌کند. تعداد ظرفیت تخت بیمارستانی به ۳۲۰ تخت نرمال و ۱۶۰ تخت ویژه خواهد رسید.
اما تخصیص نیافتن اعتبارت باعث کندی روند ساخت ساختمان جدید این بیمارستان شده‌است.